# Eleonora Pedron
Eleonora Pedron (n. 13 iulie 1982, Borgoricco, Padua) este o actriță și fotomodel italian. Ea a fost aleasă în anul 2002 Miss Italia, actual trăiește cu Max Biaggi în Monte Carlo cu care are un copil.

## Filmografie

### Cinema
- 2006 - Vita Smeralda
- 2008 - Il seme della discordia

### Televiziune
- 2008 - Medici miei - Sit-com - Italia 1
- 2009 - Così fan tutte - Sit-com - Italia 1
- 2010 - Donna detective - Fictiune - Raiuno